# Вольное (Озёрский район)
Во́льное (до 1947 — Воллелен (нем. Wollehlen)) — посёлок в Озёрском городском округе Калининградской области, до 2014 года входил в состав Красноярского сельского поселения.

## История
В 1907 году население Воллелена составляло 63 человека. В 1947 году Воллелен был переименован в поселок Вольное и вошёл в состав Отрадновского сельского совета Озёрского района. В 1963 году Вольное вошло в состав вновь образованного Львовского сельсовета. В 1988 году к Вольному отнесен упразднённый посёлок Фастово. С 2008 по 2014 год посёлок входил в состав Красноярского сельского поселения, с 2015 по 2022 год — в Озёрский городской округ, а с 2022 — в Озёрский муниципальный округ.

## Население
| 1907 | 2002 | 2010 |
| ---- | ---- | ---- |
| 63   | ↗124 | ↘111 |